# Хмельовка (Зоринський район)
Хмельо́вка (рос. Хмелёвка) — село у складі Зоринського району Алтайського краю, Росія. Адміністративний центр Хмельовської сільської ради.

## Населення
Населення — 1142 особи (2010; 1183 у 2002).
Національний склад (станом на 2002 рік):
- росіяни — 91 %